# Ramin Karimloo
Ramin Karimloo (Persa:رامین کریملو‎‎; Teerã, 19 de setembro de 1978) é um ator, cantor, compositor e produtor musical canadense-iraniano, conhecido pelos seus trabalhos em West End em Londres. Ele interpretou vários personagens masculinos principais nos  musicais mais tempo em cartaz de West End: O Fantasma e Raoul em O Fantasma Ópera, e Jean Valjean, Enjolras, e Marius em Les Misérables. Ele também foi o Fantasma original para sequela do show, Love Never Dies. Ele debutou na Broadway em 2014 como Valjean no revival de Les Misérables, pelo qual recebeu uma nomeação ao Tony Award.

## Biografia
Ramin é tanto um cantor e um ator. Quando ele tinha cerca de doze anos de idade e estava vivendo no Canadá, decidiu se tornar um artista. Sua inspiração foi Colm Wilkinson, que estava em turnê com O Fantasma da Ópera no momento. Originalmente, Karimloo não queria ser ator de musical, mas sim jogador de hóquei. No entanto, este musical mudou sua visão. Karimloo se apaixonou pelo "fantasma" e sabia que ele iria atuar até conseguir o papel-título.

## Carreira
Depois de se mudar para a Inglaterra, seu primeiro papel foi em uma pantomina de Aladdin em Chatham, no qual ele interpretou o papel-título. Depois disso, em 2001, ele passou a se juntar à turnê nacional do Reino Unido de The Pirates of Penzance como suplente e, em seguida, interpretando o papel do rei pirata.
Em 2002, ele entrou para a turnê nacional de Sunset Boulevard, interpretando Artie Green e suplente de Joe Gillis. Les Misérables foi sua estréia no West End; ele interpretou Feuilly e depois os papéis de Marius e Enjolras.
Depois em 2003, Ramin interpretou o seu primeiro papel entre os principais, como Raoul em O Fantasma da Ópera. Seu desempenho matinê final foi filmado e usado no por trás das cena do DVD de O Fantasma da Ópera (2004), um filme em que ele também apareceu, em uma participação especial como Gustave Daaé. Durante o mesmo período, Ramin também apareceu em dois concertos de Les Misérables (como Marius), e um em Jesus Christ Superstar (como Simon Zealotes, e um cantor de destaque em "Superstar"), bem como estar envolvido em várias oficinas de teatro.
Em 2004, Ramin voltou a Les Misérables, desta vez assumindo o papel de Enjolras. Em dezembro daquele ano, ele apareceu em um concerto de Les Misérables no Castelo de Windsor, em homenagem ao então presidente francês, Jacques Chirac. Trechos deste foram mostradas no domingo de Páscoa de 2005, em um documentário por trás das cenas sobre o Castelo de Windsor.
Em junho de 2005, Ramin entrou para a turnê nacional do Reino Unido de Miss Saigon, desempenhando o papel de Christopher Scott. Ele apareceu na produção do West End do O Fantasma da Ópera, desta vez como o Fantasma, a partir de setembro de 2007. Ele trouxe uma nova interpretação para o papel e uma vitalidade que foi reconhecida por fãs do musical, e lhe rendeu um Theatregoers' Choice Award de Melhor Ator em Assumir um Papel.
Ramin também lançou um EP, Within the Six Square Inch, com duetos dele com Hadley Fraser e Sophia Ragavelas, ambos que ele havia contracenado em Les Misérables (Marius e Éponine).
Em julho de 2008, ele foi convidado a participar no Festival Sydmonton e foi o primeiro ator a interpretar o Fantasma na apresentação de testes do Love Never Dies. Foi o primeiro ato para a sequela de O Fantasma da Ópera. Foi confirmado que ele iria desempenhar o papel ao lado de Sierra Boggess em 2009, a sequela abriu em Londres em março de 2010; ele ficou no papel até o show fechar em agosto de 2011. No mesmo ano Ramin gravou a canção "I Only Wish for You", com Shona Lindsay e Dianne Pilkington, para o CD, Songs from the Musicals of Alexander S. Bermange, um álbum de 20 novas gravações de 26 estrelas do West End, lançado em novembro de 2008 pelo Dress Circle Records.
Em 2009 ele participou da gravação de um novo álbum para o musical Bluebird, de Gareth Peter Dicks. Bluebird é um dramático WW2 musical, em que Ramin desempenhou o papel de Ben Breagan, soldado americano. Ele apareceu junto com uma série de estrelas do West End. O álbum de 24 faixas foi lançado em quatro países em setembro de 2009.
Em 03 de outubro de 2010, ele interpretou Enjolras para o concerto de 25 anos do Les Misérables na The O2 Arena em Londres. Em 2011, ele cantou The Music of the Night do Andrew Lloyd Webber na  competição Miss World.
Entre 01 a 2 de outubro de 2011, ele voltou a interpretar o Fantasma com sua coestrela de Love Never Dies, Sierra Boggess, no O Fantasma da Ópera no Royal Albert Hall, para comemorar os 25 anos do show. A gravação foi filmada ao vivo e exibida nos cinemas, e posteriormente lançada em DVD.
Ramin também estrelou várias curtas-metragens independentes como The Flipside (2001), The Rope (2008), e The Rain (2012).
De 29 de novembro de 2011 a 31 março de 2012, Ramin voltou ao Les Misérables, para desempenhar o papel principal de Jean Valjean no Queens's Theatre, em Londres, pelo qual ganhou o Theatregoers' Choice de Melhor Ator em Assumir o Papel.
Ramin fez uma participação especial na comédia da BBC2, Life's Too Short, de Warwick Davis, como um cientólogo. O episódio foi ao ar em 08 de dezembro de 2011. Ele também tinha um papel recorrente na The Spa na Sky do Reino Unido.
Como parte do aniversário de 25 anos do O Fantasma da Ópera, ele cantou a canção-título no The Royal Variety Performance em Manchester, em 05 de dezembro de 2011. Ele cantou ao lado de Nicole Scherzinger (vocalista líder do girl group  Pussycat Dolls) com outros três Fantasmas (Simon Bowman, Earl Carpenter e John Owen-Jones). A performance foi ao ar na ITV1 em 14 de dezembro de 2011.
Ramin pode ser encontrado no álbum The Music Box em uma faixa escondida. A música é do musical Bluebird e é uma versão acústica curta da faixa título. Seu álbum solo, Ramin, foi lançado pela Sony Music Entertainment em 09 de abril de 2012 no Reino Unido.
Em 26 de janeiro de 2013, Ramin juntou-se a John Owen-Jones, Peter Joback, e Hugh Panaro para cantar a canção-título com Sierra Boggess e "The Music of the Night" na comemoração dos 25 anos do Fantasma da Ópera na Broadway. Ele também teve uma participação pequena no filme de ação Vendetta.
Ramin interpretou Valjean na produção canadense do Les Misérables, que abriu em setembro de 2013. Depois a produção foi transferida para Broadway e Ramin desempenhou o papel de Valjean no revival de 2014 fazendo sua estreia na Broadway, e foi nomeado para ao Tony Award de Melhor Performance de um Ator em Musical. Ramin concluiu suas apresentações em 30 de agosto de 2015 e foi substituído por Alfie Boe, que interpretou Valjean no concerto de 25 anos de Les Misérables.
Em 29 de maio de 2015, foi anunciado que Ramin vai ser o personagem principal no musical muito antecipado, Prince of Broadway, que incluí as canções dos famosos musicais dirigidos por Harold Prince, (incluindo Fantasma da Ópera, Fiddler on the Roof, Evita, West Side Story, etc.) no Japão. Os ensaios começaram em setembro em Nova Iorque.
Em 25 de setembro de 2015, ele desempenhou o papel de Barry Hamidi no "Worst Case Scenario", episódio de estréia da 6ª temporada de Blue Bloods, drama policial da CBS.
Em fevereiro de 2016, Karimloo reuniu-se com Sierra Boggess para o The Secret Garden, produção do Manhattan Concert Productions.Em abril de 2016, ele interpretou Che na produção de Evita (musical) da Vancouver Opera, com John Cudia, também ex-Fantasma, como Juan Peron. Seu último show foi em 8 de maio de 2016.

## Teatro
| Ano(s)  | Produção                                          | Papel                    | Teatro                               | Local                     |
| ------- | ------------------------------------------------- | ------------------------ | ------------------------------------ | ------------------------- |
| 2001    | The Pirates of Penzance                           | Police Officer           | —                                    | U.K. National Tour        |
| 2002    | The Pirates of Penzance                           | Pirate King              | —                                    | U.K. National Tour        |
| 2002    | Sunset Boulevard                                  | Artie Green              | —                                    | U.K. National Tour        |
| 2002    | Les Misérables                                    | Feuilly                  | Palace Theatre                       | West End                  |
| 2003–04 | The Phantom of the Opera                          | Raoul, Vicomte de Chagny | Her Majesty's Theatre                | West End                  |
| 2004–05 | Les Misérables                                    | Enjolras                 | Queen's Theatre                      | West End                  |
| 2005    | Miss Saigon                                       | Chris                    | —                                    | U.K. National Tour        |
| 2006–09 | The Phantom of the Opera                          | The Phantom              | Her Majesty's Theatre                | West End                  |
| 2010    | Les Misérables in Concert: The 25th Anniversary   | Enjolras                 | The O2 Arena                         | London, U.K.              |
| 2010–11 | Love Never Dies                                   | The Phantom              | Adelphi Theatre                      | West End                  |
| 2011    | The Phantom of the Opera at the Royal Albert Hall | The Phantom              | Royal Albert Hall                    | London, U.K.              |
| 2011–12 | Les Misérables                                    | Jean Valjean             | Queen's Theatre                      | West End                  |
| 2013–14 | Les Misérables                                    | Jean Valjean             | Princess of Wales Theatre            | Toronto                   |
| 2014–15 | Les Misérables                                    | Jean Valjean             | Imperial Theatre                     | Broadway                  |
| 2015    | Parade                                            | Tom Watson               | Lincoln Center                       | Broadway                  |
| 2015    | Prince of Broadway                                | Variados                 | Umeda Arts Theater Tokyu Theatre Orb | Osaka, Japan Tokyo, Japan |
| 2016    | Secret Garden                                     | Archibald Craven         | Lincoln Center                       | Broadway                  |
| 2016    | Evita                                             | Che                      | Vancouver Opera House                | Vancouver, Canada         |
| 2016    | Murder Ballad                                     | Tom                      | Arts Theatre                         | West End                  |
| 2017    | Anastasia                                         | Gleb Vaganov             | Broadhurst Theatre                   | Broadway                  |
| 2018    | Chess                                             | Anatoly Sergievsky       | Kennedy Center                       | Washington D.C.           |
| 2018    | Evita                                             | Che                      | Tokyu Theatre Orb                    | Tokyo, Japan              |

## Prêmios e indicações
| Prêmio                                             | Ano  | Show            | Categoria                               | Resultado |
| -------------------------------------------------- | ---- | --------------- | --------------------------------------- | --------- |
| Broadwayworld.com awards                           | 2010 | Love Never Dies | Melhor Ator                             | Venceu    |
| Viewers' Choice Theatre Awards do Whatsonstage.com | 2011 | Love Never Dies | Melhor Ator                             | Indicado  |
| Laurence Olivier Award                             | 2011 | Love Never Dies | Melhor Ator em Musical                  | Indicado  |
| Theatregoers' Choice Award                         | 2011 | Love Never Dies | Melhor Ator em Musical                  | Venceu    |
| Theatregoers' Choice Award                         | 2013 | Les Misérables  | Melhor Ator em Assumir um Papel         | Venceu    |
| Drama League Award                                 | 2014 | Les Misérables  | Performance distinta                    | Indicado  |
| Tony Award                                         | 2014 | Les Misérables  | Melhor Ator em Musical                  | Indicado  |
| Theatre World Award                                | 2014 | Les Misérables  | Melhor Ator                             | Venceu    |
| Dora Award                                         | 2014 | Les Misérables  | Melhor performance masculina em Musical | Venceu    |